# Aeropuerto de Bobo-Dioulasso
El Aeropuerto de Bobo-Dioulasso (IATA: BOY, OACI: DFOO) es un aeropuerto en Bobo-Dioulasso, Burkina Faso.

## Aerolíneas y destinos
| Aerolíneas  | Destinos             |
| ----------- | -------------------- |
| Air Burkina | Abidjan, Ouagadougou |